# Despoblados de la comunidad de villa y tierra de Cuéllar

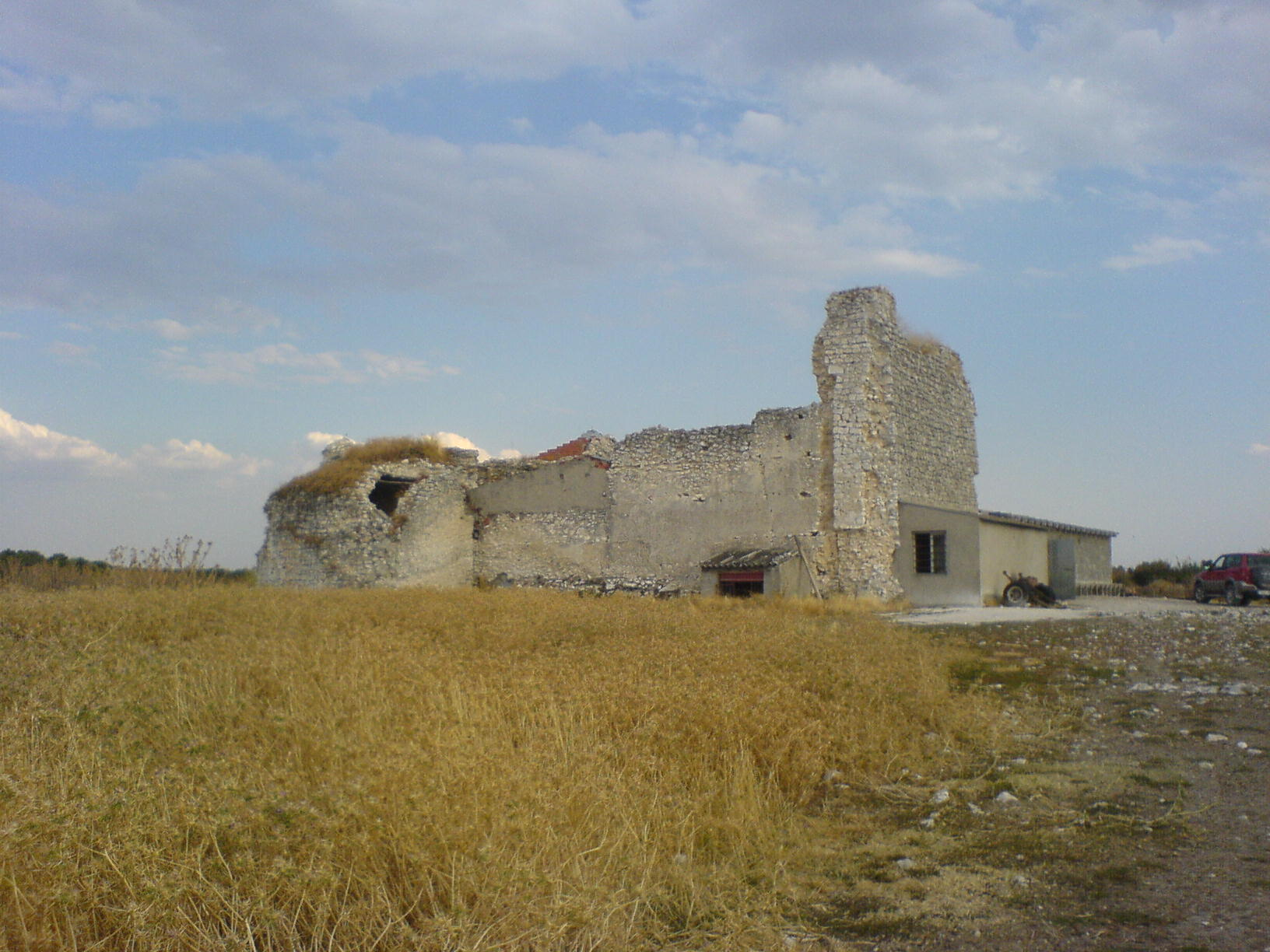
Torreón del despoblado de Pociague, integrante del sexmo de Valcorba y desaparecido hacia 1640.

Los despoblados de la Comunidad de Villa y Tierra de Cuéllar fueron una serie de aldeas y poblaciones ubicadas dentro del término de la Comunidad de Villa y Tierra de Cuéllar, que por diversos motivos se despoblaron a lo largo de la historia. Estaban enmarcados dentro de las provincias de Segovia y Valladolid, en la actual comunidad autónoma de Castilla y León, España.
Su despoblamiento surgió en mayor medida durante el siglo XVI, y se debió principalmente a la decadencia que sufrió Castilla y que se prolongó durante el siglo XVII, y que tuvo gran repercusión en la provincia de Segovia. También influyó en gran medida el Descubrimiento de América, ya que existen registrados cientos de pasajeros a Indias procedentes de Cuéllar y su Comunidad.
La mayor parte de aldeas que formaron parte de la Comunidad y que actualmente se encuentran despobladas ya habían desaparecido en el siglo XVII, mientras que las restantes ya lo estaban en 1789 a excepción de Aldehuela de la Vega, se despobló casi un siglo después de esta fecha.

## Sexmo de La Mata
Este sexmo fue sin duda el más perjudicado de todos, perdiendo catorce aldeas:
- Torre de don Velasco: se hallaba situado entre Vallelado y Mata de Cuéllar, en la orilla izquierda del arroyo del Horcajo, donde actualmente se llama el Paredón de Torre, cerca del río Cega. Estaba emplazado en un terreno muy húmedo, rodeado de bodones, hecho que influyó en su despoblación, sucedida en el año 1765, año en que se unió al concejo de Vallelado. En sus inmediaciones se levantaba la ermita del Humilladero.
- Óvilo: ya se encontraba despoblado en 1639.
- Valarto: enclavado al norte de Vallelado, donde el valle de Valdelacasa confluye con el páramo, cerca de la conjunción de los términos de San Miguel del Arroyo y San Cristóbal de Cuéllar. Debió quedar despoblado tempranamente, con seguridad antes de realizarse el censo de 1528.
- Cardedal de Torre: situado en las inmediaciones del río Cega, en su margen derecha, aguas abajo del puente nuevo de Minguela.
- Nuño Gómez: a unos dos kilómetros al suroeste de Chañe, y en término del mismo se situaba esta población, a poco de pasar la cañada de las Carretas, a la derecha del arroyo Marieles y del camino del Pino. Se despobló poco antes de 1601.
- Ruy de Manzano: se hallaba emplazado a unos cinco kilómetros al suroeste de Vallelado.
- Pesquera: emplazado en término de Chañe, situado a unos tres kilómetros al noroeste, junto al arroyo del Ternillo, en su margen derecha, a ambos lados de la Cañada de la Reina. No aparece como lugar poblado en los censos de 1528 y 1591, pero una carta de venta permite afirmar que estaba habitado en 1549.
- El Valle: en término de Chañe, a dos kilómetros y medio al suroeste, a la izquierda de la carretera de Campo de Cuéllar se localizaba esta población. No aparece como lugar poblado en el censo de 1528.
- Avienza: estaba situado en término de Arroyo de Cuéllar, al nordeste, aproximadamente a un kilómetro del municipio. Se conserva la imagen de Nuestra Señora de Avienza, representada en estado de preñez, que rinde culto en una ermita contigua al cementerio de Arroyo de Cuéllar.
- Alcuerna: aparece citado únicamente en 1247, y estaba situado en término de Fresneda de Cuéllar, junto a la carretera que lleva a Fuente el Olmo de Íscar. Allí se halla la ermita de Nuestra Señora del Rosario, antigua iglesia parroquial, en cuyos alrededores se localizó un temprano enterramiento.
- Aldehuela del Carracillo: se hallaba emplazado en el término de Narros de Cuéllar, 2.330m al N/NO de este lugar, y su iglesia estaba dedicada a San Pedro. No figura como lugar poblado en 1639.
- Marieles: su nombre deriva de Mari Feles, nombre de mujer. Estuvo situado en término de Narros de Cuéllar, entre el arroyo de Marieles y la ermita de San Marcos. Se hallaba aún poblado en 1591, año en que contaba con 27 vecinos pecheros, unido con Narros. Da nombre al arroyo Marieles.
- Frades: enclavado en término de Samboal, al norte, a unos dos kilómetros, junto al camino de Fresneda de Cuéllar. Su nombre significa “hermanos frailes”, en clara referencia a los monjes benedictinos del priorato de Samboal. En 1591 formaba parte del concejo de Samboal, junto con Gómez Ovieco.
- Gómez Ovieco: se hallaba junto al río Pirón, en su margen izquierda, en un lugar hoy cubierto de pinos, distante unos tres kilómetros y medio de Samboal, al noroeste.

Se han estudiado otros nombres de posibles despoblados en el sexmo, como Las Pesqueras y Olivera en término de Fresneda de Cuéllar, y La Moraleja, en término de Narros de Cuéllar. El estudio de los restos cerámicos aparecidos remonta la existencia de dichos poblados a la época visigoda.

## Sexmo de Navalmanzano
En el sexmo de Navalmanzano se localizaban los despoblados de:
- Pelegudos: su término municipal se integra en la actualidad en el de Campo de Cuéllar; se conserva parte de su iglesia parroquial, la ermita de San Mamés, de factura mudéjar.
- Gallegos: su término pertenece en la actualidad en el de Chatún; estaba situado en las inmediaciones de la ermita de San Benito de Gallegos.[nota 1]
- Losánez o Los Añes: que también pertenece hoy a Chatún; consta como despoblado ya en 1789.[nota 2]
- Garci Sancho:
- Tirados:[nota 3]
- La Hirvienza:

## Sexmo de Hontalbilla
El sexmo de Hontalbilla fue otro de los más perjudicados con once despoblados. Como curiosidad, dentro del mismo se integraba Aldehuela de la Vega, el último lugar en despoblarse de la Comunidad: 

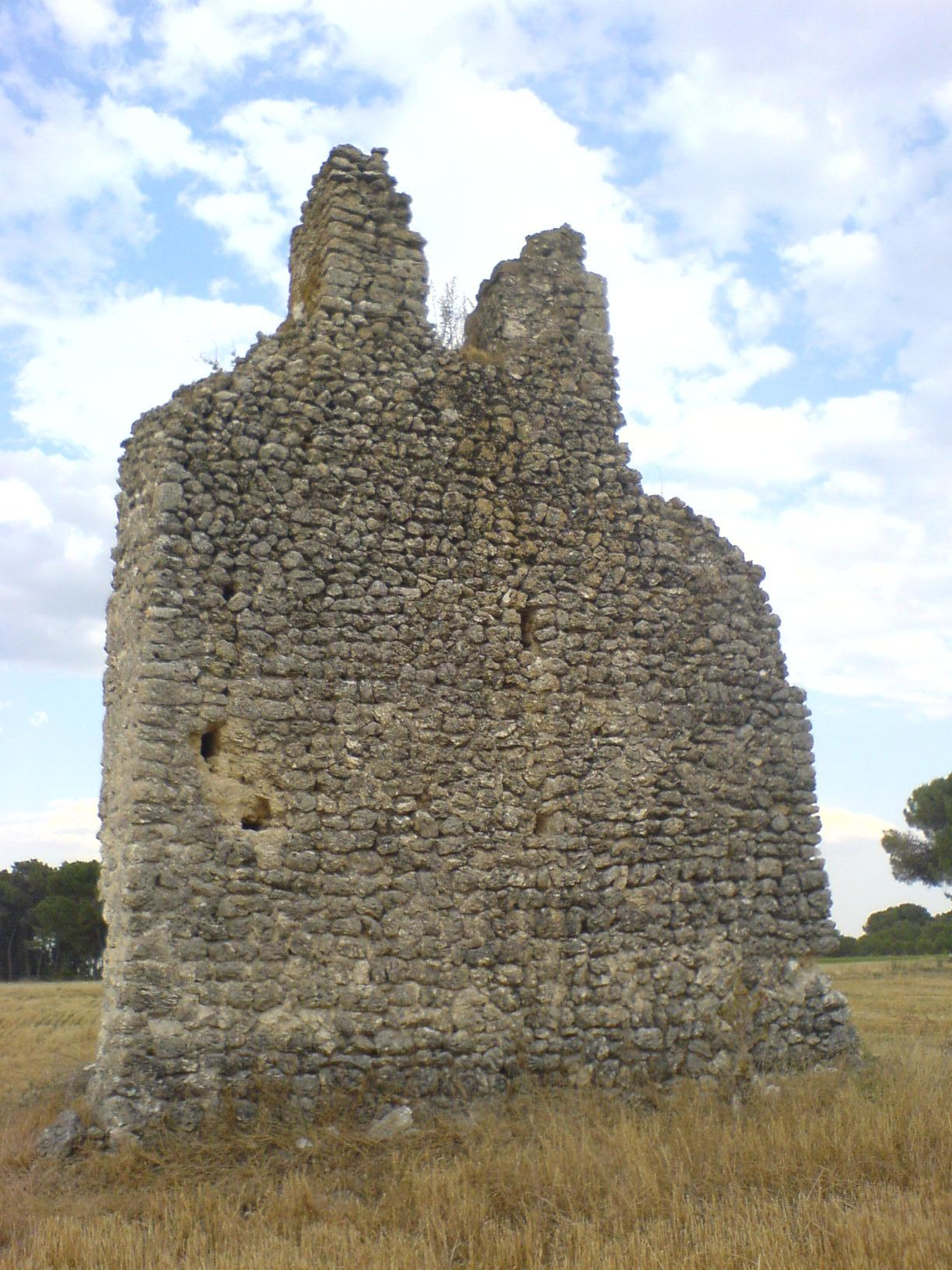
Torreón de Pociaguillo.

- Aldehuela de la Vega: fue el último núcleo en despoblarse, en el siglo XIX.
- Buengrado: desapareció en el primer tercio del siglo XVII.
- Hontariego: aparece por primera vez en 1247 y en 1627 estaba despoblado.
- Casasola: situado a dos kilómetros de Hontalbilla en dirección a Torrecilla del Pinar. Debió despoblarse mucho antes del siglo XVI.
- San Esteban del Monte: la primera noticia documental data de 1247, y se despobló en el primer tercio del siglo XVII.
- La Serreta: surge hacia 1138, y consta como despoblado en 1751.
- Sacedón: surge en el siglo XII y ya estaba despoblado en 1450.

También pertenecieron a este sexmo los despoblados de Santa Coloma, Nuestra Señora de Otero y San Miguel, este último despoblado ya en 1661 y todos ubicados en término de Lovingos.

## Sexmo de Valcorba

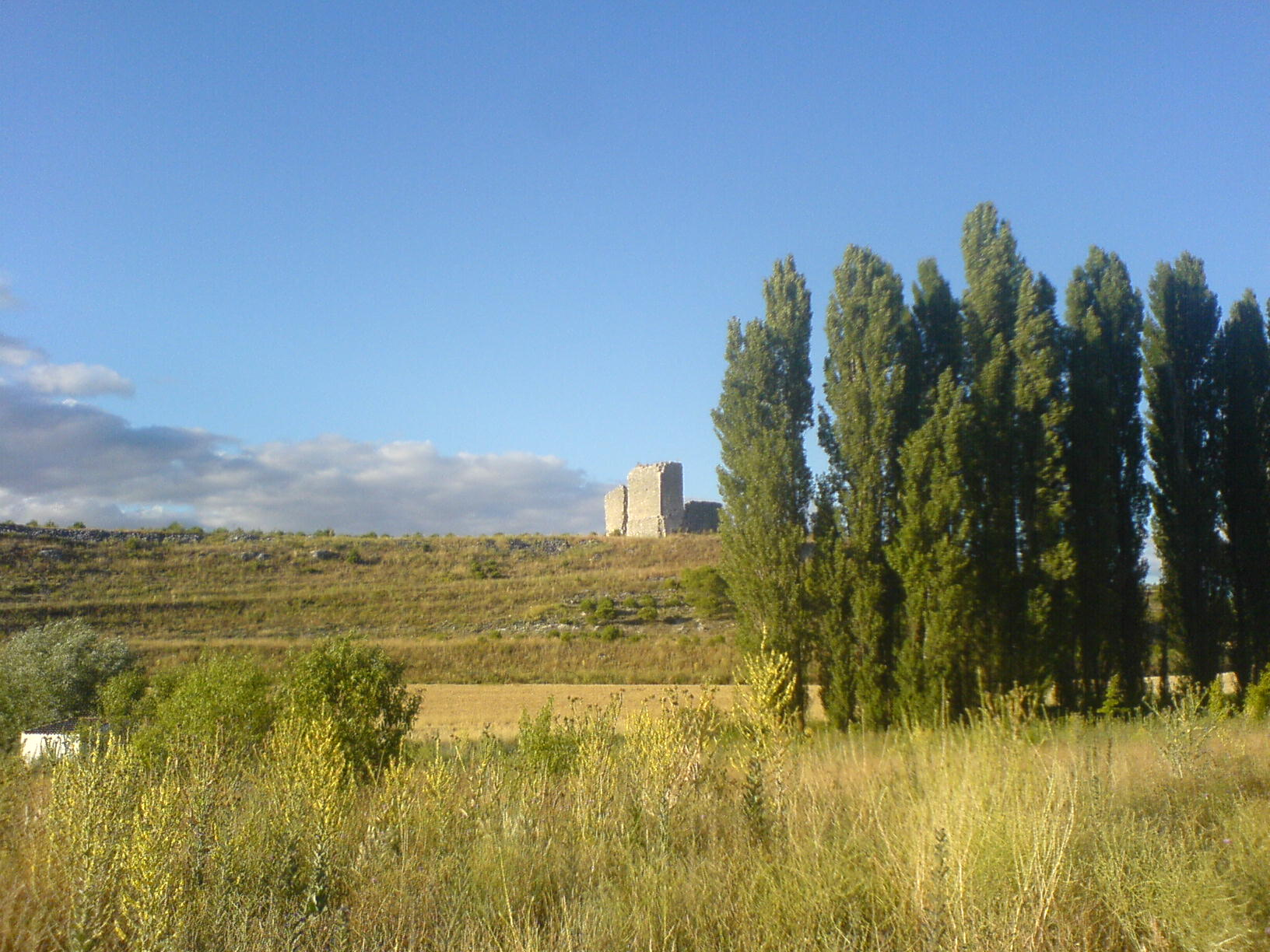
Ruinas del torreón de la iglesia de Minguela.

- Minguela: surgió en el siglo XI y ya estaba despoblado en 1640.
- Pociague: despoblado aproximadamente en la misma fecha que Minguela.
- Pociaguillo: también llamado Pociague el Chico.
- Hontalbilla del Monte: situado en término de Torrescárcela, debió surgir a finales del siglo XII o principios del XIII. Con toda seguridad ya se había despoblado en el siglo XV. Se conservan restos de su iglesia y de diferentes casas y construcciones, pudiéndose apreciar la formación de sus calles.
- Piquera: situada a dos kilómetros de Torrescárcela en dirección Aldealbar, a la derecha de la carretera y dominando el Valcorba, aún pueden verse las ruinas del Torreón de Piquera.
- Muriel: localizado muy cerca de Piquera, siguiendo el curso del Valcorba hacia abajo. Ya existía en 1247 y ya estaba despoblado en 1661.
- La Perra: en término municipal de Cogeces del Monte, consta ya en 1247.
- Ventosilla: al igual que La Perra, formaba parte del término de Cogeces, y figura en el catálogo del obispado de Segovia de 1247. En el siglo XV se adquirió un libro litúrgico de la ermita de la Ventosilla para el Hospital de la Magdalena de Cuéllar.
- Casares del Rey: situado en torno a Cogeces del Monte, ya que a día de hoy aún existe el paraje de Casares del Rey dentro del término de Cogeces, pero la documentación existente no permite precisar dato alguno.
- Patarrabona: probablemente, un poblado de pastores situado en el actual término de Campaspero. No existe una documentación mayor.

## Sexmo de Montemayor
- El Caño:
- Casarejos:
- La Pililla:
- San Cristóbal del Henar: